# Ли, Пол Сон-Хён
Пол Сон-Хён Ли (англ. Paul Sun-Hyung Lee, имя при рождении — Ли Сон-Хён (кор. 이선형), род. 16 августа 1972, Тэджон, Республика Корея) — канадский актёр и телеведущий корейского происхождения. Известен благодаря ролям Рэнди Ко в мыльной опере «Поезд 48» (2003—2005), главы семьи Ким Сан-Иля (Аппы) в пьесе «Ассимиляция Кимов» (2011) и её телевизионной адаптации (2016—2021), капитана Карсона Тевы в телесериалах вселенной «Звёздных войн» (с 2020 года), дяди Айро в сериале «Аватар: Легенда об Аанге» (2024).
Ли четыре раза получил премию Canadian Screen Awards в номинации «Лучший актёр в комедийном сериале» за роль мистера Кима в сериале «Ассимиляция Кимов» и дважды номинирован на Dora Mavor Moore Awards «Лучший актёр в пьесе» за пьесы «Монстр под кроватью» (2010) и «Ассимиляция Кимов» (2012).

## Ранняя жизнь
Когда Ли было три года, его родители эмигрировали из Тэджона (Республика Корея) в Канаду, проживая в Лондоне (Онтарио), Торонто и Калгари. В 1990 году он переехал обратно в Торонто и учился на курсе драмы в Университете Торонто.

## Карьера
У Ли была второстепенная роль отца Тиффани в фильме «Принцесса льда» (2005). Он появился в фильме ужасов «Парковка» и в триллере «Эхо». Сыграл роль Юна Парка в видеоигре «Tom Clancy’s Rainbow Six: Vegas» (2006) и её сиквеле «Tom Clancy's Rainbow Six: Vegas 2» (2008).
Ли был частью основного актёрского состава импровизированной мыльной оперы Global «Поезд 48» на протяжении всего шоу с 2003 по 2005 год в роли Рэнди Ко. Является сценаристом пьесы «Dangling», премьера которого прошла в 2010 году в Торонто.
Ли дважды номинирован на Dora Mavor Moore Awards «Лучший актёр в пьесе» за пьесы «Монстр под кроватью» (2010) и «Ассимиляция Кимов» (2012). В 2012 году Ли был признан лучшим актёром на Премии театральных критиков Торонто за роль Ким Сан-Иля (Аппы) в пьесе «Ассимиляция Кимов». В пьесе он играл роль Аппы на сценах нескольких постановок пьесы в Торонто, на национальных гастролях театральной компании Soulpepper, а также в постановке Офф-Бродвея. Воспроизвёл роль Аппы в телесериале-адаптации в 2016 году, за что получил премию Canadian Screen Awards в номинации «Лучший актёр в комедийном сериале» (2016, 2017, 2020, 2021). В 2016 году Ли сыграл Жан Линя в постановке «Кимерика» Королевского театрального центра Манитобы и Canadian Stage Company.
Ли был ведущим четвёртого сезона реалити-шоу «Самый умный человек Канады» (2018), в котором участниками были только дети.
В 2020 году появился в роли пилота X-wing капитана Карсона Тевы в сериале «Мандалорец». Повторно исполнил эту роль в сериале «Книга Бобы Фетта» (2022), третьем сезоне «Мандалорца» и сериале «Асока» (2023).
В 2021 году был участником шоу «Canada Reads», защищая книгу Натали Зины Вальшоц «Hench». В 2022 году стал ведущим шоу «Fandemonium», который освещал внутреннюю культуры популярных фандомов. В том же году появился в возрождении шоу «Таблетка радости».
В 2023 году удостоен награды Национального центра искусств на канадской Премии генерал-губернатора.
В 2024 году сыграл дядю Айро в телевизионном сериале Netflix «Аватар: Легенда об Аанге».

## Фильмография

### Кино
| Год  |   | Русское название          | Оригинальное название | Роль                    |
| ---- | - | ------------------------- | --------------------- | ----------------------- |
| 1996 | ф | Шпионка Хэрриэт           | Harriet the Spy       | Бруно Хон Фэт           |
| 2001 | ф | Халед                     | Khaled                | торговец                |
| 2005 | ф | Принцесса льда            | Ice Princess          | отец Тиффани            |
| 2006 | ф | В одну сторону            | One Way               | администратор гостиницы |
| 2007 | ф | Парковка                  | P2                    | мужчина в лифте         |
| 2014 | ф | Робокоп                   | RoboCop               | техник Omnicorp         |
| 2015 | ф | Конец света инкорпорейтед | End of Days, Inc.     | Морт                    |
| 2020 | ф | Кото-мамочки              | Kitty Mammas          | доктор Хан              |

### Телевидение
| Год          |    | Русское название                | Оригинальное название              | Роль                                                               |
| ------------ | -- | ------------------------------- | ---------------------------------- | ------------------------------------------------------------------ |
| 1995         | тф | Где деньги, Норин?              | Where's the Money Noreen?          | Джин Кадзикава                                                     |
| 1999         | с  | Вспомнить всё 2070              | Total Recall 2070                  | официант (серия «Rough Whimper of Insanity»)                       |
| 2002         | с  | Пища для души                   | Soul Food: The Series              | Дэн Ли (серия «A Taste of Justice»)                                |
| 2002         | с  | Док                             | Doc                                | санитар (серия «Complicated»)                                      |
| 2002         | тф | Теги: История Джонатана Уэмбака | Tagged: The Jonathan Wamback Story | доктор                                                             |
| 2003         | тф |                                 | Profoundly Normal                  | акушер                                                             |
| 2003—2005    | с  | Поезд 48                        | Train 48                           | Рэнди Ко                                                           |
| 2004         | с  | Кевин Хилл                      | Kevin Hill                         | Фил Стеклер (серия «The Good Life»)                                |
| 2005         | с  | Страна чудес                    | This Is Wonderland                 | мистер Фан (сезон 2, серия 9)                                      |
| 2005         | с  | Миссия ясновидения              | 1-800-Missing                      | доктор Уинстон Накано (серия «Fugitive»)                           |
| 2006         | с  | Оплачиваемые часы               | Billable Hours                     | Пол (серия «The Handicapped Bathroom»)                             |
| 2006         | тф | Между правдой и ложью           | Between Truth and Lies             | прокурор Ли                                                        |
| 2007         | с  | Шоу Джейн                       | The Jane Show                      | реаниматолог (серия «Plastic Ono Jane»)                            |
| 2007         | с  | Расследования авиакатастроф     | Mayday                             | капитан Пак Ёнчхоль (серия «Missed Approach»)                      |
| 2008         | с  | Маленькая мечеть в прериях      | Little Mosque on the Prairie       | охранник аэропорта Класк (серия «Islam on Tap»)                    |
| 2008         | с  | Сверхновая звезда               | Instant Star                       | папарацци (серия «Us and Them»)                                    |
| 2010         | с  | Тайные операции                 | Covert Affairs                     | Тео Уилл (2 серии)                                                 |
| 2010—2011    | с  | Деграсси: Следующее поколение   | Degrassi: The Next Generation      | Хуан Тон (6 серий)                                                 |
| 2011         | с  | Хранилище 13                    | Warehouse 13                       | управляющий банком (серия «The 40th Floor»)                        |
| 2016—2021    | с  | Ассимиляция Кимов               | Kim's Convenience                  | Ким Сан-Иль / Аппа                                                 |
| 2017         | с  | Тёмная материя                  | Dark Matter                        | доктор Борсин (серия «It Doesn't Have to Be Like This»)            |
| 2018         | с  | Самый умный человек Канады      | Canada's Smartest Person           | ведущий                                                            |
| 2019—2022    | мс | Эбби Хэтчер                     | Abby Hatcher                       | повар Джефф                                                        |
| 2019         | мс | Самый храбрый рыцарь            | The Bravest Knight                 | изготовитель зелий                                                 |
| 2020 — н. в. | с  | Мандалорец                      | The Mandalorian                    | капитан Карсон Тева (4 серии)                                      |
| 2021         | с  | Частные сыщики                  | Private Eyes                       | повар Андре (серия «The Perfect Storm»)                            |
| 2021         | мс | Bakugan: Battle Planet          | Bakugan: Battle Planet             | Спартиллион                                                        |
| 2021         | тф | Парни из прошлого Рождества     | Boyfriends of Christmas Past       | Лео Ким                                                            |
| 2022         | с  | Каланчи                         | TallBoyz                           | Дьявол (2 серии)                                                   |
| 2022         | с  | Книга Бобы Фетта                | The Book of Boba Fett              | капитан Карсон Тева (серия «Chapter 5: Return of the Mandalorian») |
| 2022         | с  | Таблетка радости                | The Kids in the Hall               | мистер Льюис (серия 6)                                             |
| 2022         | с  | Семейная юрфирма                | Family Law                         | Берт Чой (серия «Revisionist History»)                             |
| 2023         | с  | Асока                           | Ahsoka                             | капитан Карсон Тева (3 серии)                                      |
| 2024         | с  | Аватар: Легенда об Аанге        | Avatar: The Last Airbender         | дядя Айро                                                          |

### Видеоигры
| Год  |    | Русское название                  | Оригинальное название             | Роль    |
| ---- | -- | --------------------------------- | --------------------------------- | ------- |
| 2006 | ки | Tom Clancy’s Rainbow Six: Vegas   | Tom Clancy’s Rainbow Six: Vegas   | Юн Парк |
| 2008 | ки | Tom Clancy's Rainbow Six: Vegas 2 | Tom Clancy's Rainbow Six: Vegas 2 | Юн Парк |